# Trockener Martin

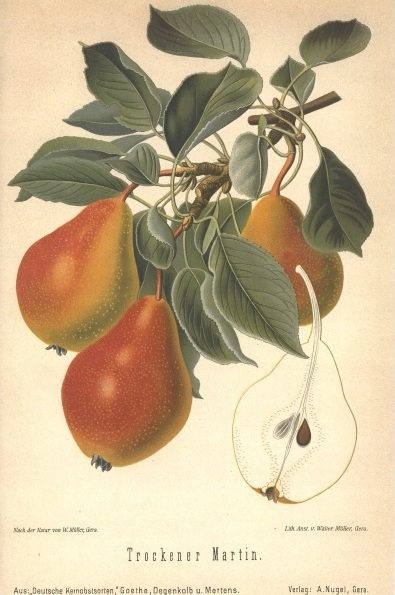
Illustration von 1894

Trockener Martin ist eine alte französische Birnensorte, die in Deutschland vor allem im Saarland verbreitet ist, seltener auch in Rheinland-Pfalz und in Nordrhein-Westfalen vorkommt.

## Herkunft und Verbreitung
Der Ursprung der Sorte Trockener Martin ist nicht überliefert, erste Aufzeichnungen gibt es laut André Leroy in Frankreich aus dem Jahr 1530. In Deutschland hielt die Sorte am Ende des 18. Jahrhunderts Einzug. Der Name bezieht sich auf die ungefähre Reifezeit um den Martinstag sowie das harte und trockene Fruchtfleisch.
In Deutschland war der Trockene Martin vor allem in West- und Mitteldeutschland verbreitet. Wichtige Vorkommen gab es im Saar-Mosel-Gebiet und im Rheinland, dort lagen die ertragreichsten Regionen im Bergischen Land und am Mittelrhein. Bis in die 1950er Jahre war der Trockene Martin eine wirtschaftlich bedeutsame Sorte in diesen Gebieten, heute kommt er nur noch vereinzelt auf Streuobstwiesen vor.
Im französischen Département Haute-Savoie und in Italien, dort vor allem in den westlichen Alpentälern (Piemont, Aostatal, Seealpen) und in der Po-Ebene, gilt der Trockene Martin bis heute als Spezialität und findet in der gehobenen Gastronomie Verwendung. Die Birne wird dabei sowohl für Desserts, als auch zu Beilagen verarbeitet.
Der Verband der Gartenbauvereine Saarland / Rheinland-Pfalz ernannte die Sorte Trockener Martin zur lokalen Streuobstsorte des Jahres 2009. Bei der Sorte handelte sich jedoch nicht um den Trockenen Martin, sondern um eine andere, noch unbekannte Birnensorte.

## Beschreibung

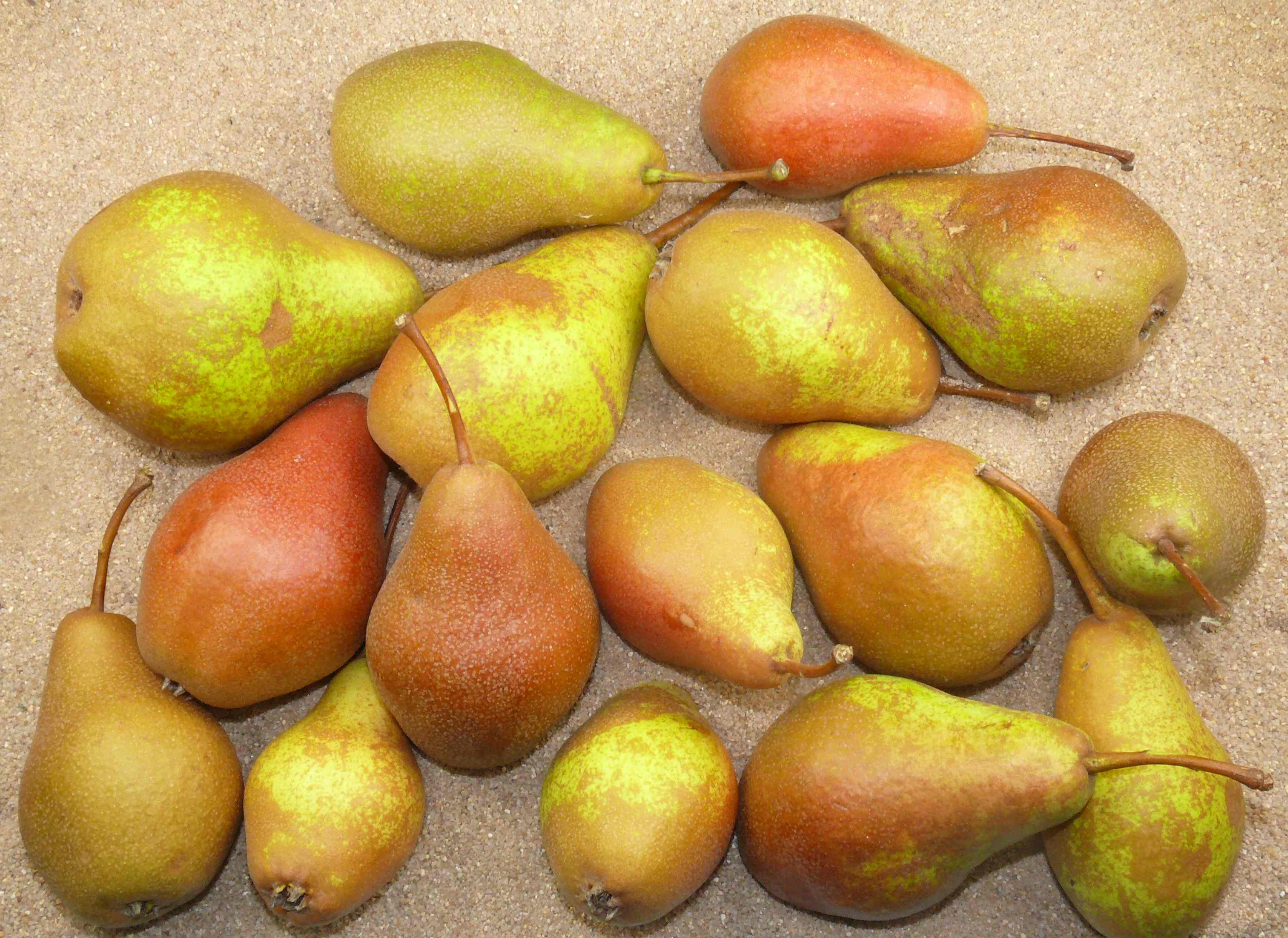
Trockener Martin

Die Frucht ist zumeist braunrot gefärbt, mittelgroß und stark flächig berostet. Die raue Schale weist deutlich ausgeprägte Lentizellen auf. Die Reifezeit liegt, je nach Varietät, zwischen Mitte Oktober und Mitte November. Die Verwertung der Birne kann bis in den März hinein erfolgen. Der Trockene Martin gilt als ertragreiche Wirtschaftsbirne und ist vergleichsweise anspruchslos; die Bäume erreichen auch auf weniger gehaltvollen Böden oder in rauen Lagen ihre Erträge. Die Frucht wird hauptsächlich zum Dörren, zum Backen sowie als Koch- oder Saftobst verwendet.

## Synonyme
Alternative regionale Bezeichnungen der Birne sind Rot-, Wendels-, Martins-, Esels-, Gras-, Gauls- oder Goldbirne. Die Bezeichnungen Graue Lederbirne und Winterpfalzgrafenbirne sind ebenfalls in einigen Regionen verbreitet. In Frankreich und Italien heißt die Sorte Martin Sec.
In der historischen Literatur wird die Juffernbirne als synonyme Bezeichnung für den Trockenen Martin verwendet; nach heutiger Sichtweise handelt es sich dabei allerdings um eine eigenständige, wenn auch dem Trockenen Martin sehr ähnliche Birnensorte.